# Ernst van Reede

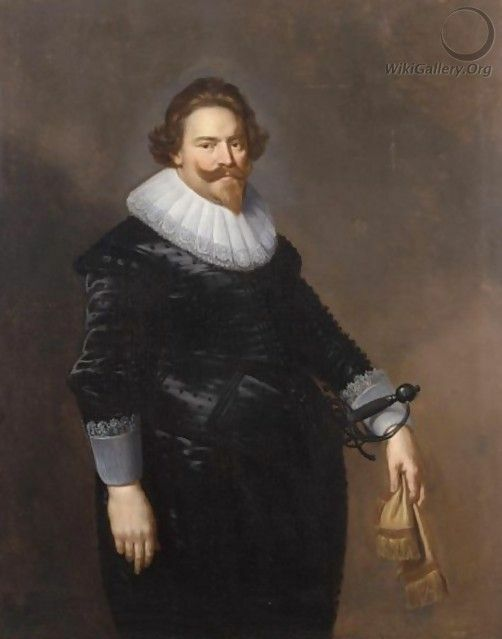
Ernst van Reede (naar Paulus Moreelse)

Ernst van Reede, heer van de Vuursche en Drakesteyn (Utrecht, 30 september 1588 - 17 oktober 1640) was een Nederlands bestuurder.

## Biografie
Gerard van Rheede stamde uit het adellijk Utrechts geslacht Van Reede. Zijn tweelingbroer Godard was gezant in Munster. Ernst was de zoon van Gerard van Reede, heer van Nederhorst (†1612) en Mechteld Peunis (†1615). In januari 1617 trouwde hij met Elisabeth van Utenhove (1595-1637). Ze kregen elf kinderen, onder wie de zonen Frederik, Carel, Gerard en Hendrik Adriaan. 
Van 1619 tot 1626 bekleedde Van Reede het ambt van luitenant-houtvester van de provincie Utrecht. Van 1622 tot 1625 was hij maarschalk van het Overkwartier. Hierna werd hij maarschalk van Eemland en op 12 oktober 1633 werd hij lid van de Admiraliteit van Amsterdam.
In 1634 kocht hij de hofstede Drakesteyn. Zijn zoon Gerard heeft het landgoed in 1640 ingrijpend verbouwd. Ernst van Reede werd begraven in de Utrechtse Dom. Zijn portret door een onbekende schilder hangt op slot Zuylen bij Utrecht. 